# RTL 7 (Polen)
RTL 7 war ein polnischsprachiger privater Fernsehsender der RTL Group mit Sitz in Luxemburg. Er sendete vom 7. Dezember 1996 bis zum 1. März 2002 über den Satelliten Eutelsat.
Ende 2001 wurde RTL 7 von der polnischen ITI-Gruppe gekauft, zu der u. a. der polnische Marktführer TVN gehört. ITI formierte den Sender im März 2002 zu TVN Siedem (dt. TVN Sieben) um.
Bekannte Programme von RTL 7 waren die Nachrichtensendung 7 minut, das Magazin Zoom und die Reportsendung 52 minuty. Ebenfalls erfolgreich war die deutsche Fernsehserie Alarm für Cobra 11. Das Programm des Senders bestand vorwiegend aus Spielfilmen.